# Römische Baudenkmäler, Dom und Liebfrauenkirche in Trier
Das Welterbe Römische Baudenkmäler, Dom und Liebfrauenkirche in Trier bezeichnet eine Reihe von antiken und mittelalterlichen Kulturdenkmälern in der rheinland-pfälzischen Stadt Trier an der Mosel sowie in der Trierer Nachbargemeinde Igel, die 1986 in die Liste des Weltkulturerbes der UNESCO aufgenommen wurden. Das im Jahr 16 v. Chr. als Augusta Treverorum gegründete Trier besticht durch die Vielzahl von in guter Qualität erhaltenen römischen Bauwerken. Auch die auf den römischen Fundamenten im Mittelalter erbauten christlichen Nachfolgebauten wurden mit in die Liste aufgenommen.
Folgende Kulturdenkmäler wurden im Einzelnen in die UNESCO-Welterbeliste aufgenommen:
- Römische Kulturdenkmäler in Trier: Amphitheater, Barbarathermen, Kaiserthermen, Konstantinbasilika, Porta Nigra, Römerbrücke
- Spätantikes Kulturdenkmal in Trier: Trierer Dom
- Mittelalterliches Kulturdenkmal in Trier: Liebfrauenkirche
- Römisches Kulturdenkmal in Igel: Igeler Säule

Am 1. Oktober 2009 wurde eine 100-Euro-Goldmünze mit dem Motiv „UNESCO Welterbe – Römische Baudenkmäler, Dom und Liebfrauenkirche in Trier“ herausgegeben.

## Bilder

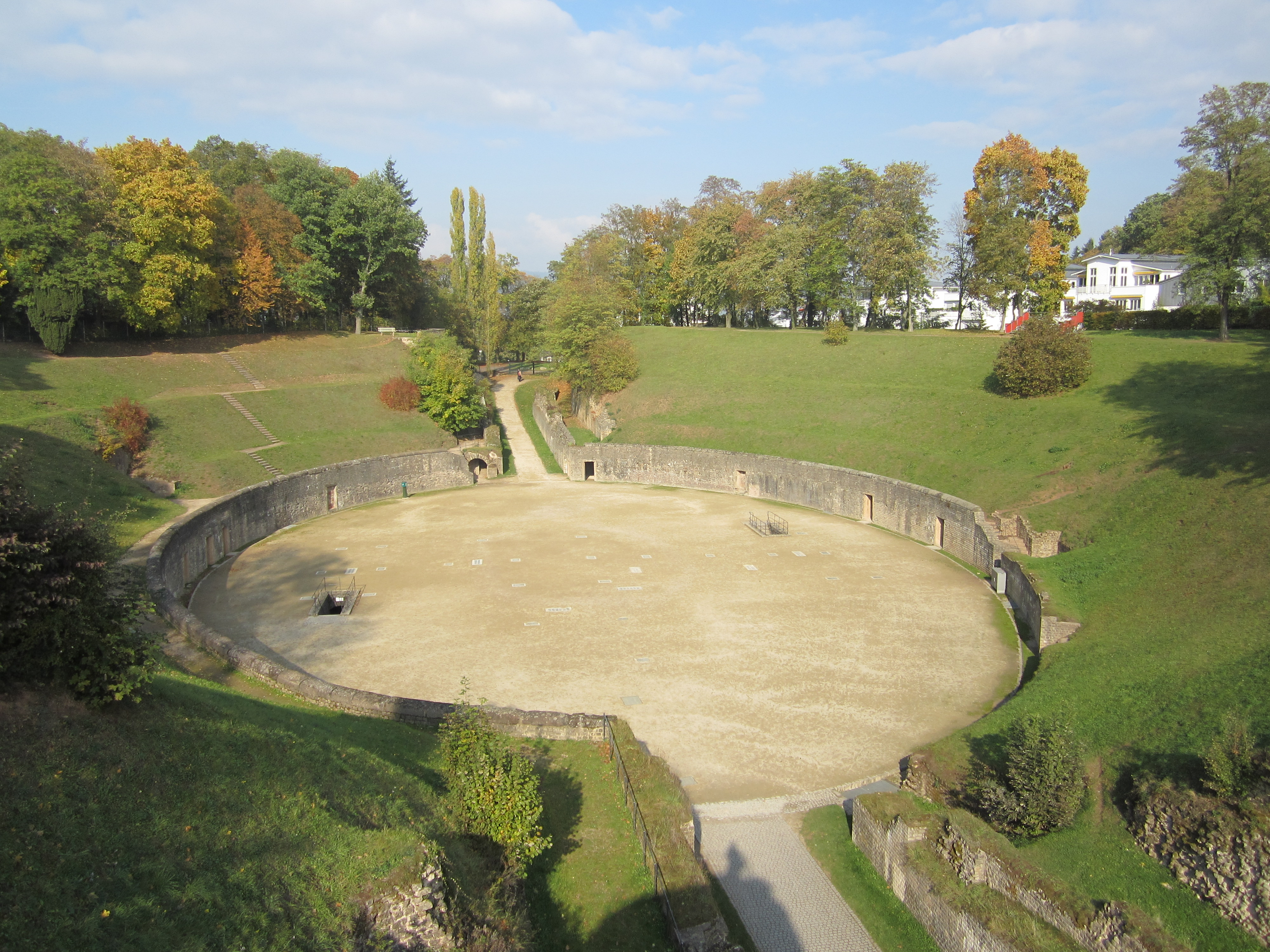
Amphitheater
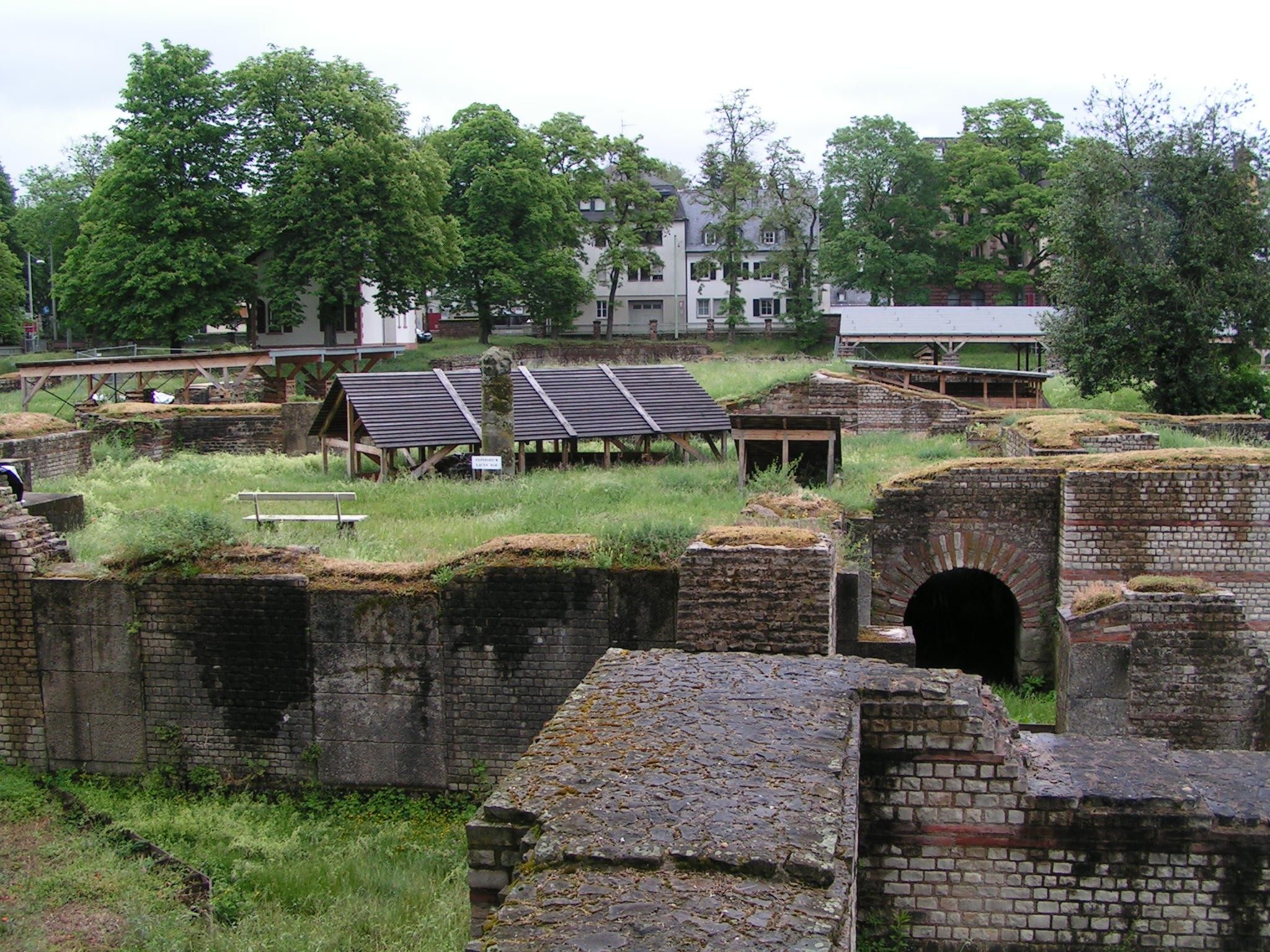
Barbarathermen
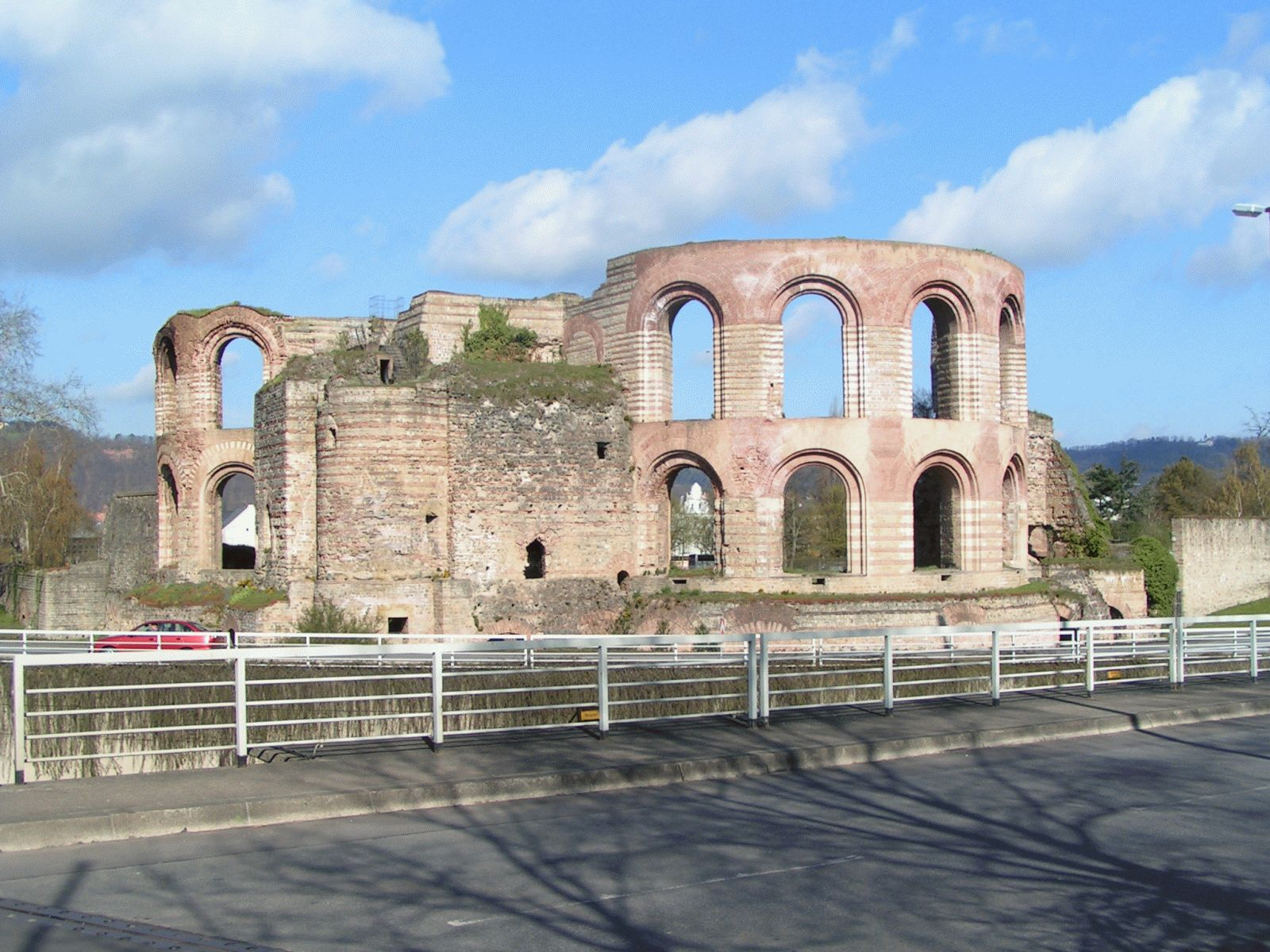
Kaiserthermen
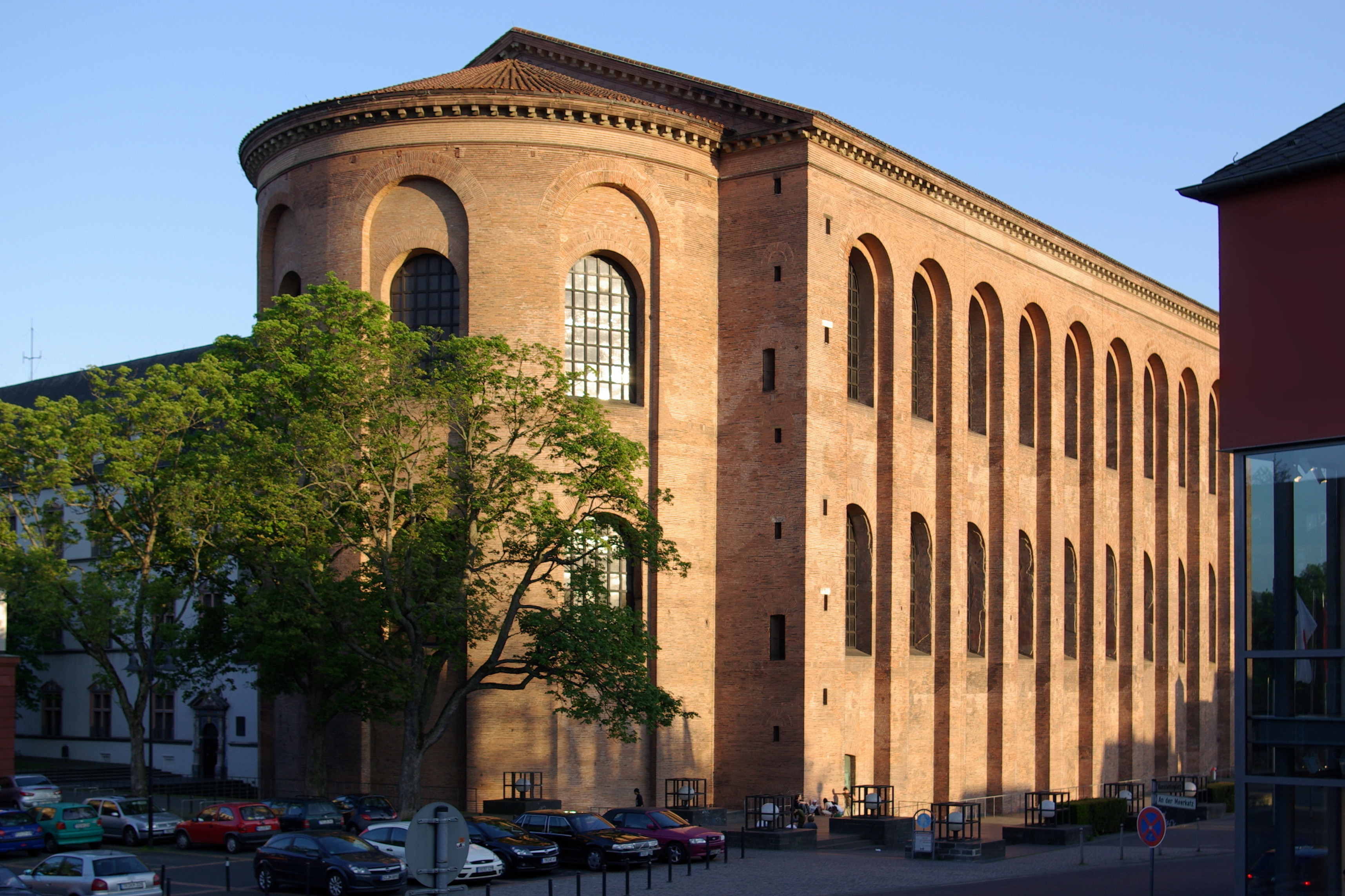
Konstantinbasilika
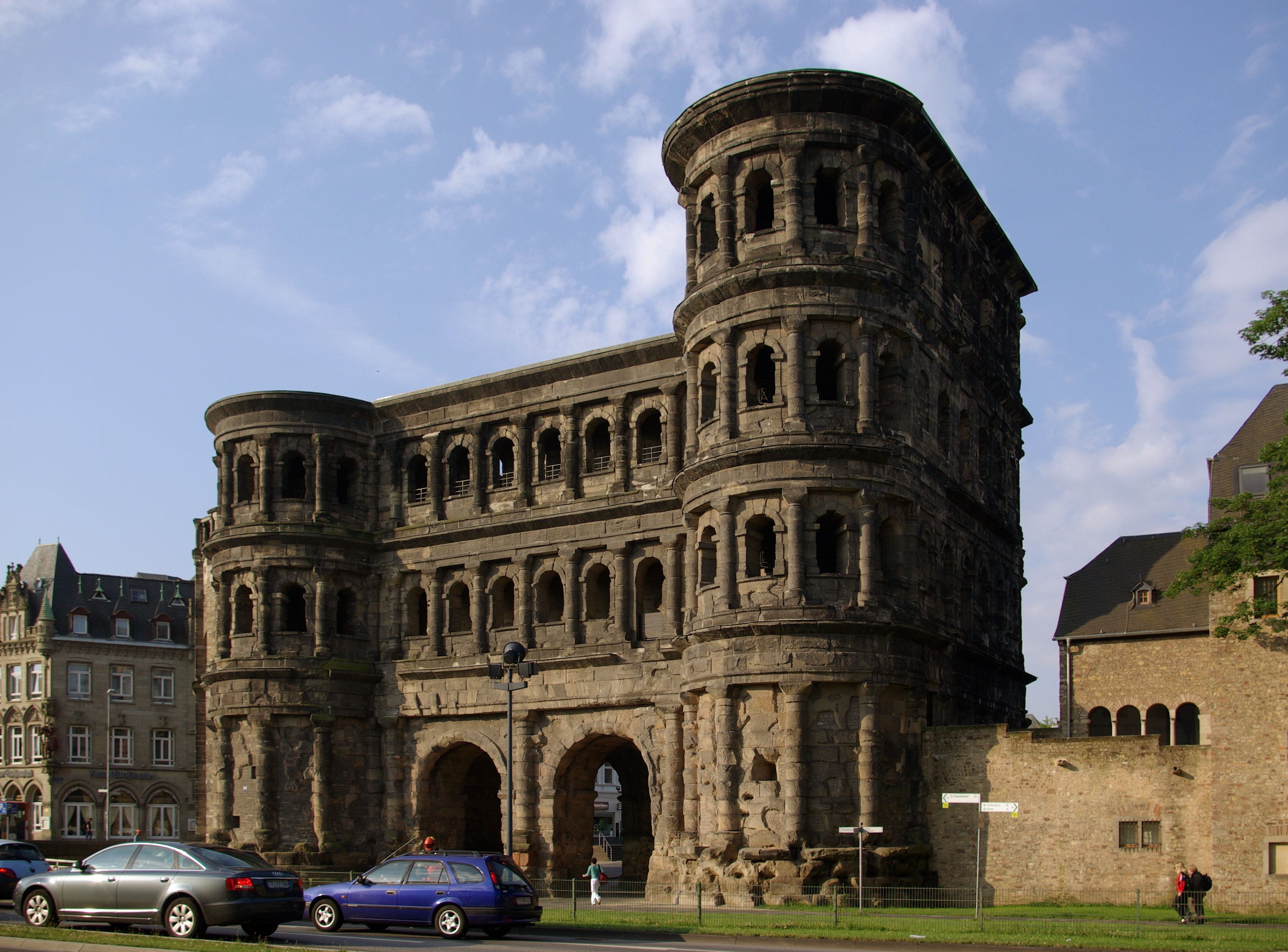
Porta Nigra
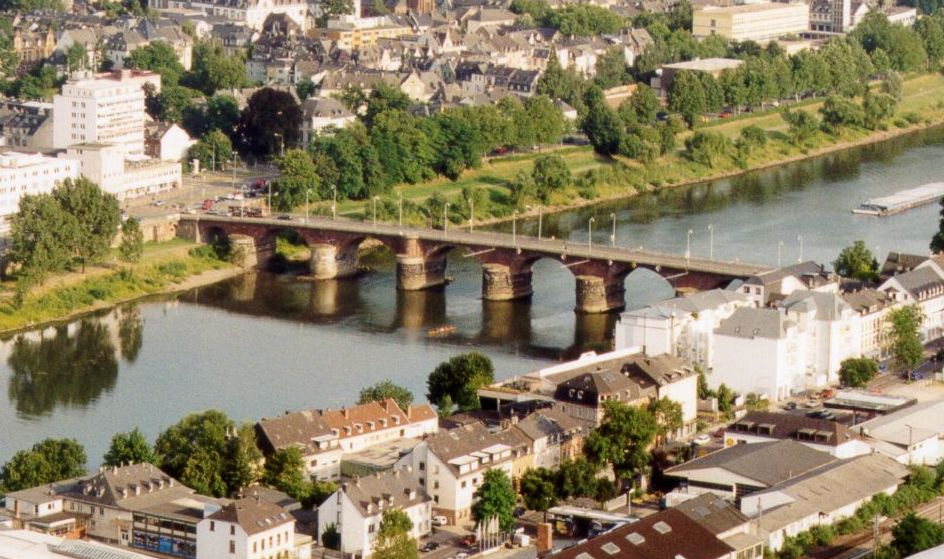
Römerbrücke
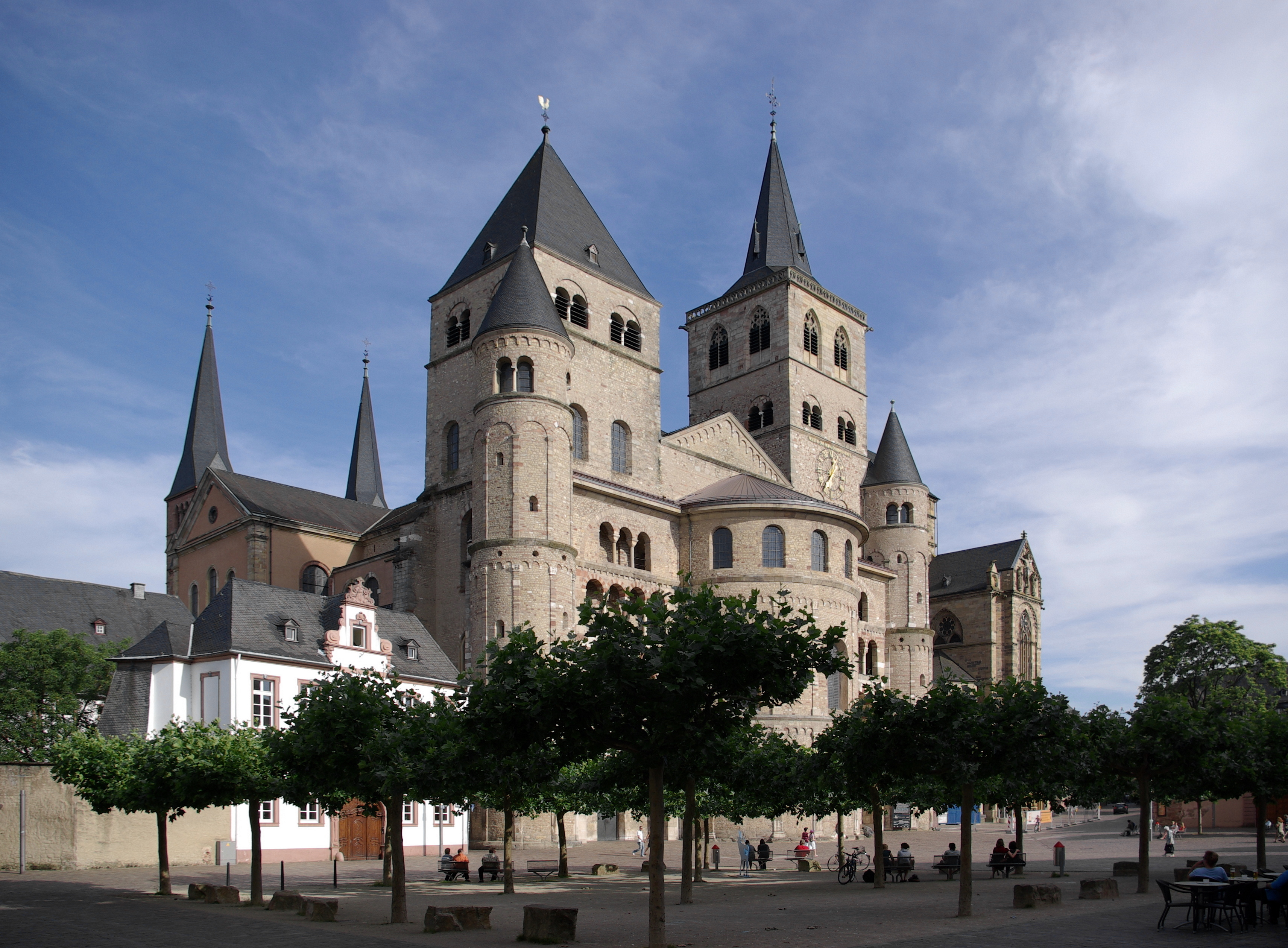
Hoher Dom
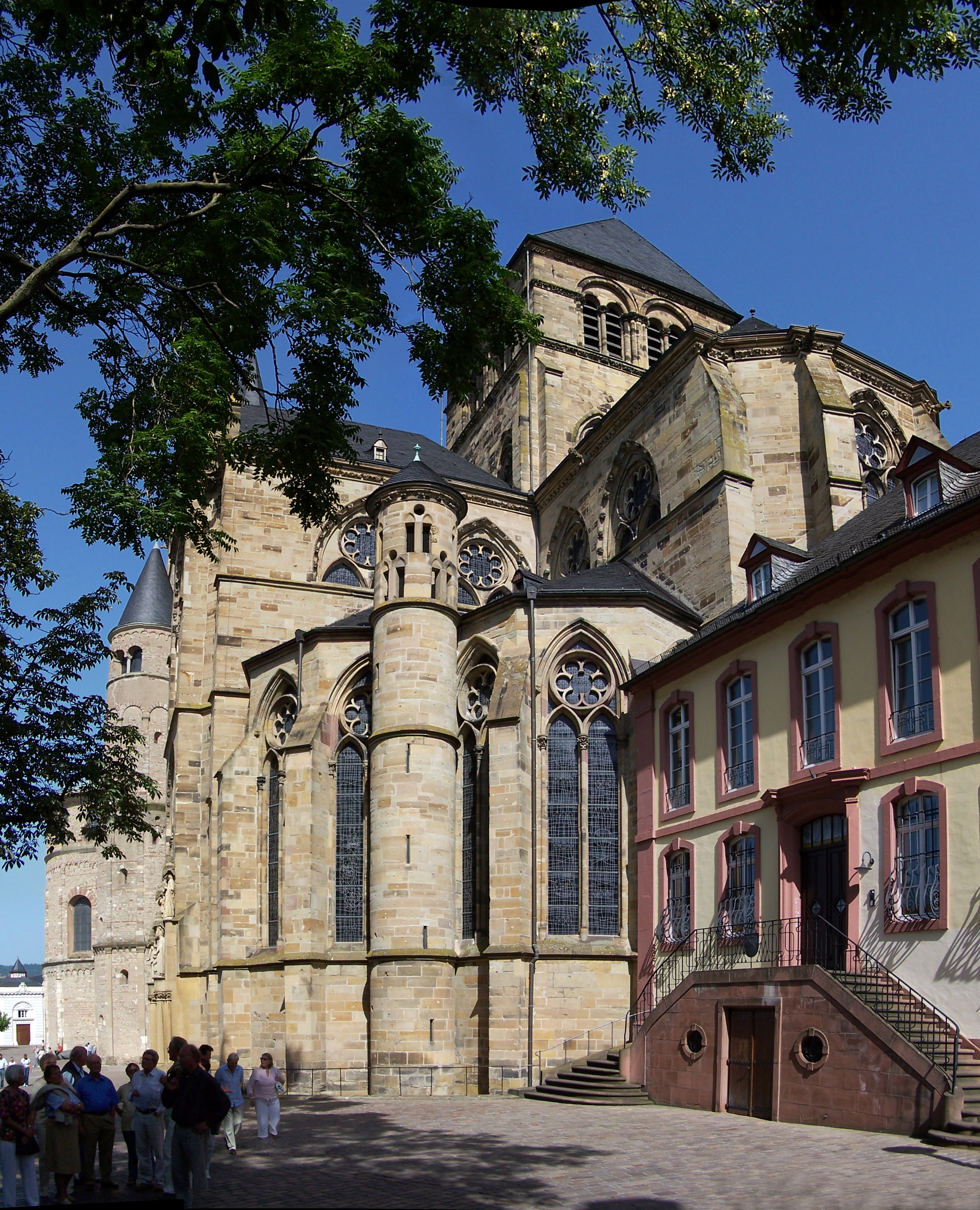
Liebfrauenkirche
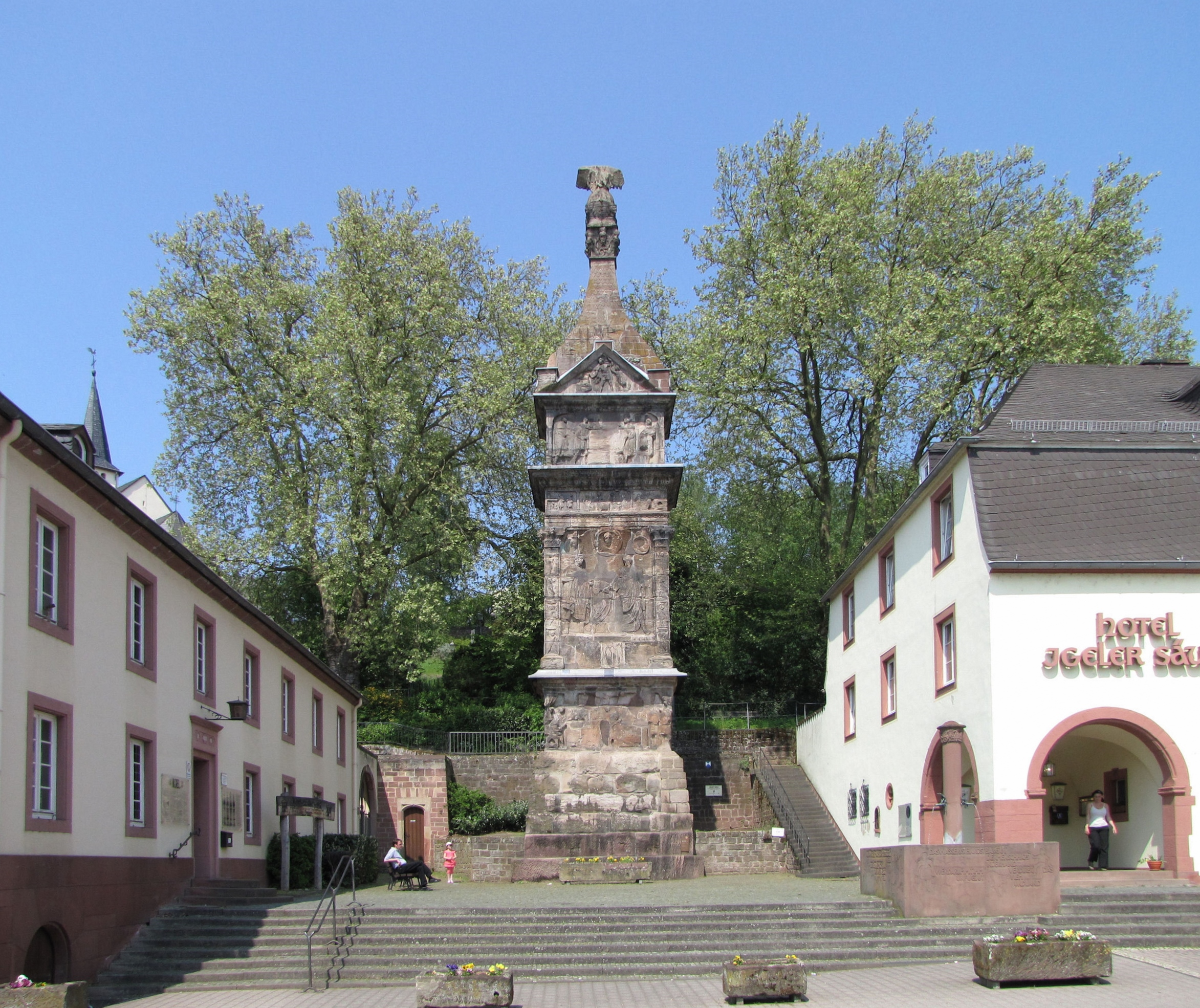
Igeler Säule